# John Hogg
John Joseph Hogg (ur. 19 marca 1949 w Brisbane) – australijski polityk, członek Australijskiej Partii Pracy (ALP), w latach 1996–2014 senator federalny, od 26 sierpnia 2008 do 30 czerwca 2014 przewodniczący Senatu Australii.

## Życiorys

### Kariera zawodowa i polityczna
Pochodzi ze stolicy stanu Queensland, gdzie ukończył katolicką szkołę średnią dla chłopców. Następnie studiował na University of Queensland, gdzie uzyskał licencjat z nauk ścisłych, a później odbył studia podyplomowe w zakresie nauczania początkowego w Kolegium Nauczycielskim Kedron Park, stanowiącym część Queensland University of Technology. Na początku kariery zawodowej pracował jako nauczyciel. W 1976 został etatowym pracownikiem jednej z central związkowych, gdzie spędził kolejne 20 lat.
W 1996 znalazł się na pierwszym miejscu senackiej listy wyborczej ALP ze stanu Queensland. Bez trudu uzyskał mandat senatorski, który objął oficjalnie 1 lipca 1996. W sierpniu 2002 został wiceprzewodniczącym izby. W sierpniu 2008 uzyskał wybór na jej przewodniczącego. 30 czerwca 2014 zakończył sprawowanie mandatu senatora.
W 2012 otrzymał Medal Wdzięczności, przyznany przez Europejskie Centrum Solidarności.

### Życie prywatne
W 1978 poślubił Susan Mary Lynch, z którą ma trójkę dzieci.